# Demòstenes (escriptor)
Demòstenes (en llatí Demosthenes, en grec antic Δημοσθένης) fou un escriptor i gramàtic grec nascut a Tràcia que va escriure segons Suides un llibre sobre els poetes ditiràmbics (περὶ διθυραμβοποιῶν), una paràfrasi de la Ilíada d'Homer i de la Teogonia d'Hesíode, i un epítom de l'obra de Damaget d'Heraclea.